# البحرية الروسية

شعار البحرية الروسية

البحرية الروسية هي القوات البحرية لروسيا الاتحادية. البحرية الروسية الحالية جاءت خلفًا لبحرية كومنولث الدول المستقلة التي جاءت خلفًا للبحرية السوفيتية التي تفككت عقب انهيار الاتحاد السوفيتي وانتهاء الحرب الباردة في العام 1991. يحتفل الأسطول البحري الحربي الروسي بعيده في يوم الأحد الأخير من شهر يوليو، وتتكون القوات البحرية الروسية من 4 أساطيل إستراتيجية - عملياتية هي:
- أسطول بحر الشمال.
- أسطول المحيط الهادئ.
- أسطول البلطيق.
- أسطول البحر الأسود. اسطول بحر ازوف

كما يوجد أسطول آخر صغير في بحر قزوين.

## تاريخ تأسيسه
تأسس الاسطول البحري الروسي في أكتوبر/تشرين الأول عام 1696 بمرسوم قيصري صادر عن القيصر بيتر الأول. ومنذ ذلك الحين يقوم سلاح البحرية الروسي باداء مهامه دفاعا عن سيادة الوطن وأمنه.

## أهداف الأسطول البحري الروسي
- ردع الخصوم من استخدام القوة أو التهديد باستخدامها،
- الدفاع عن سيادة البلاد التي تشمل مياهها وبحارها الداخلية ومناطقها الاقتصادية في الجرف القاري وتأمين حرية الملاحة في عرض البحر.
- خلق الظروف وضمان الأمن للملاحة الآمنة في المحيط العالمي.
- ضمان الوجود البحري الحربي الروسي في المحيط العالمي وعرض علمها وقوتها العسكرية وزيارات سفنها الحربية.
- تأمين مشاركة السفن في فعاليات حفظ السلام التي تجريها الاسرة الدولية والتي تتفق مع مصالح روسيا.[2]

## المعدات والأجهزة

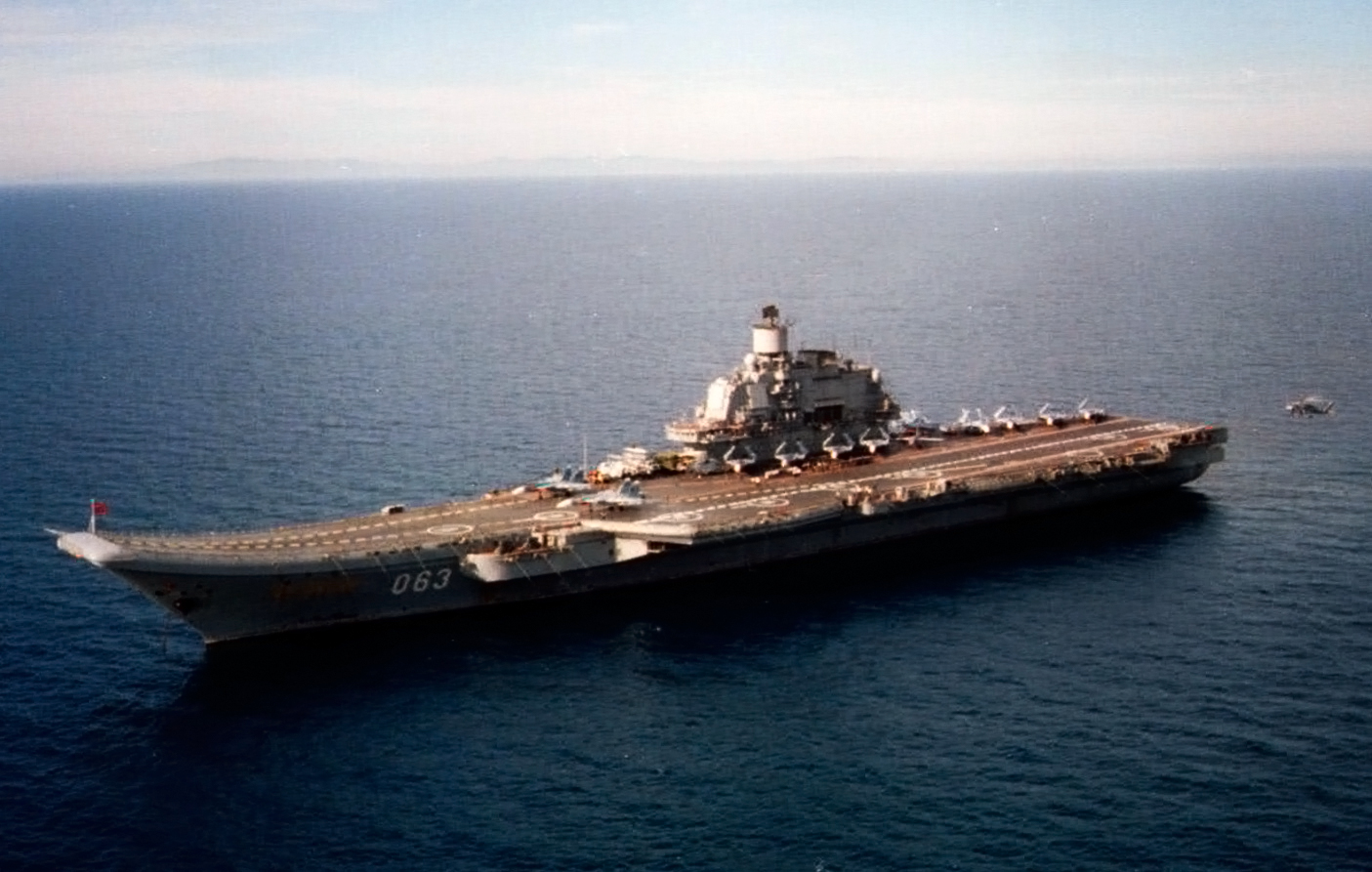
حاملة الطائرات الروسية الأميرال كوزنستوف

يبلغ تعداد البحرية الروسية 133 الف ويتألف سلاح البحرية الروسي من:
- السفن الحربية.
- الغواصات.
- الطيران البحري بما فيه الطائرات الساحلية والطائرات البحرية والطائرات الإستراتيجية والطائرات التكتيكية.
- القوات الساحلية التابعة للسلاح البحري بما فيها مشاة البحرية وقوات الدفاع الساحلي.

ويتضمن السلاح البحري أيضا السفن والوحدات الخاصة ووحدات الإمداد والتموين.
ويضم سلاح البحرية الروسي عدة اساطيل، منها:
- اسطول بحر البلطيق (قاعدتاه البحريتان هما ميناء بالتيسك وميناء كرونشتات).
- الاسطول الشمالي (قواعده البحرية هي ميناء سيفيرومورسك وميناء غريميخا وميناء فيديايفو وميناء بوليارني وغيرها).
- اسطول البحر الأسود (قاعدتاه البحريتان هما ميناء سيفاستوبول وميناء نوفوروسيسك).
- اسطول بحر قزوين (قواعده الرئيسية هي ميناء أستراخان وميناء محج قلعة وميناء كاسبيسك).
- اسطول المحيط الهادي (قواعده الرئيسية هي ميناء فلاديفوستوك وميناء سوفيتسكايا غافان وميناء فيليوتشينسك وميناء فوكينو وميناء دوناي).

وهناك أيضا قاعدتان اجنبيتان تابعتان لسلاح البحرية الروسي، وهما قاعدة سيفاستوبول البحرية في أوكرانيا وقاعدة طرطوس البحرية في سورية.
وتعتبر الغواصات الذرية المزودة بالصواريخ الباليستية النووية العابرة للقارات والصواريخ المجنحة القوة الضاربة الرئيسية لسلاح البحرية الروسي. وفي حوزة سلاح البحرية حاملة الطائرات «الأميرال كوزنستوف» والطراد الصاروخي الثقيل «بطرس الأكبر» الذي يعتبر سفينة رائدة لسلاح البحرية إلى جانب المدمرات والفرقاطات وحاملات المروحيات وسفن الإنزال الكبيرة والمتوسطة والصغيرة وسفن مكافحة الغواصات وكاسحات الالغام وغواصات الديزل الكهربائية وزوارق الطوربيد وزوارق الصواريخ والسفن المساعدة. وتعتبر الفرقاطات من مشروع 20380 سلاحا حديثا لا يقل من حيث القدرات عن مثيلاتها الأجنبية وحتى تتفوق عليها في بعض المواصفات. ويقضي برنامج التسليح الروسي ببناء 20 فرقاطة من هذا المشروع حتى عام 2020. وهناك أيضا زوارق الصواريخ وبعض سفن الإنزال يمكن وصفها بانها سفن حديثة تتفق مع شروط اسطول القرن الحادي والعشرين. واشترت وزارة الدفاع الروسية عام 2011 حاملتي مروحيات من طراز «ميسترال» في فرنسا. ويخطط لان تبنى في المصانع الروسية سفينتان اخريان من هذا النوع. كما من المقرر ان يزود كل اسطول روسي بحاملة مروحيات واحدة. اما بقية السفن الحربية التابعة للسلاح البحري الروسي والتي يبلغ عددها 196 سفينة فقد زاد متوسط عمرها عن 25 سنة وفات اوان استخدامها منذ زمن. وخاصة المدمرات التي لا تعتبر في الوقت الحاضر صنفا حديثا للسفن. ولم يطرأ على تلك السفن أي تحديث وتطوير لشحة الإمكانات المالية في التسعينات ومطلع الالفية. ويقضي برنامج التسليح الروسي أيضا ببناء 4 غواصات إستراتيجية حديثة من مشروع «بوريه» تزود بصواريخ «بولافا» الحديثة العاملة بالوقود الجاف. وقد انتهت عام 2011 التجربة البحرية لأول غواصة من هذا المشروع، وهي غواصة «يوري دولغوروكي». اما بقية الغواصات الثلاث فلا تزال قيد التجربة والبناء والتصنيع. وقد اطلقت عليها تسميات «فلاديمير مونوماخ» و«الكسندر نيفسكي» و«سفياتيتيل نيقولاي».

## وصلات خارجية
- http://arabic.rt.com/info/604774-نبذة_عن_سلاح_البحرية_الروسي/.
- تاريخ الاسطول البحري الروسي في صور[وصلة مكسورة] روسيا اليوم.